# Biserica evanghelică din Cisnădioara (biserica din vale)

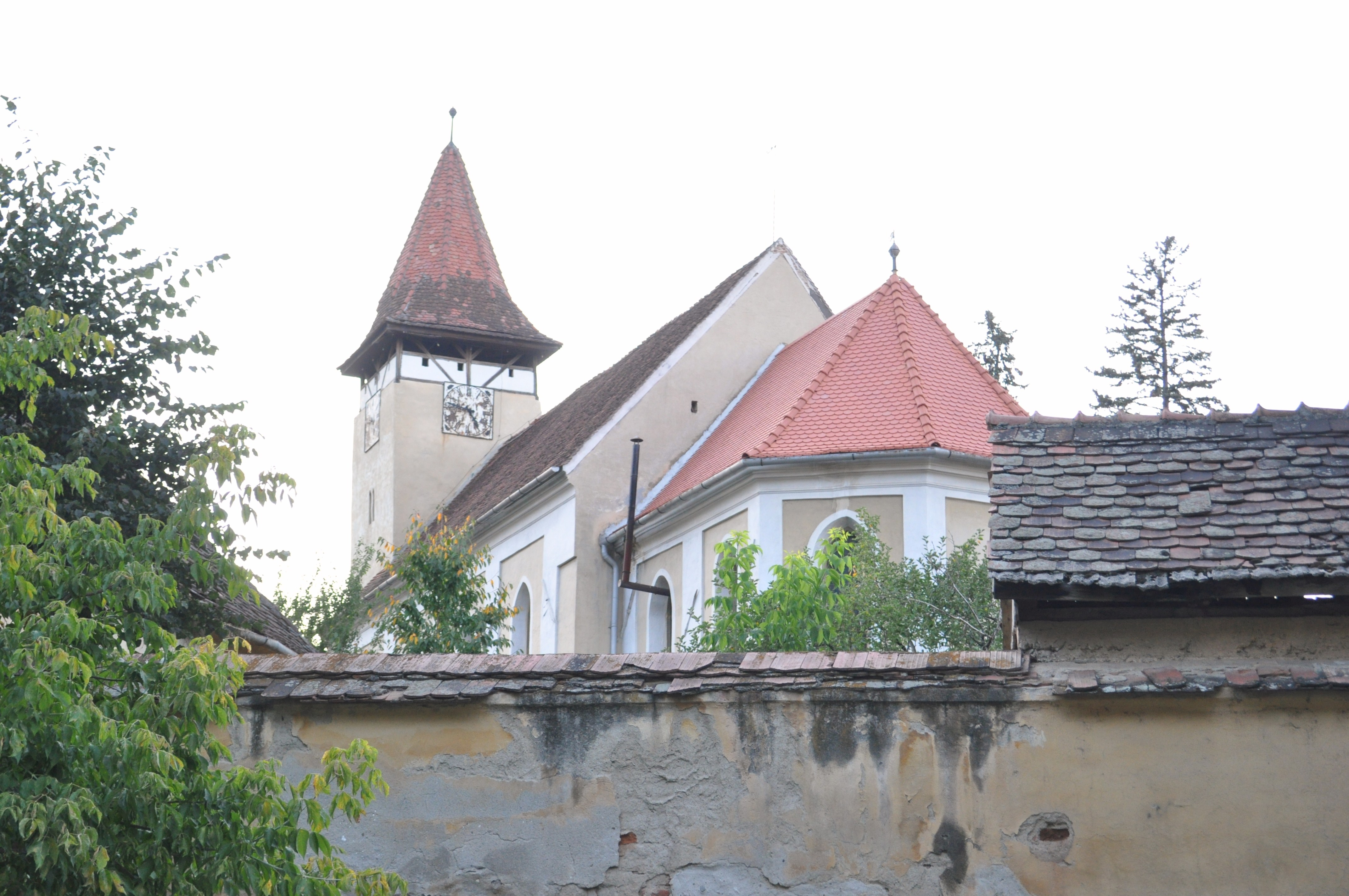
Biserica evanghelică din Cisnădioara, județul Sibiu, foto: august 2011.

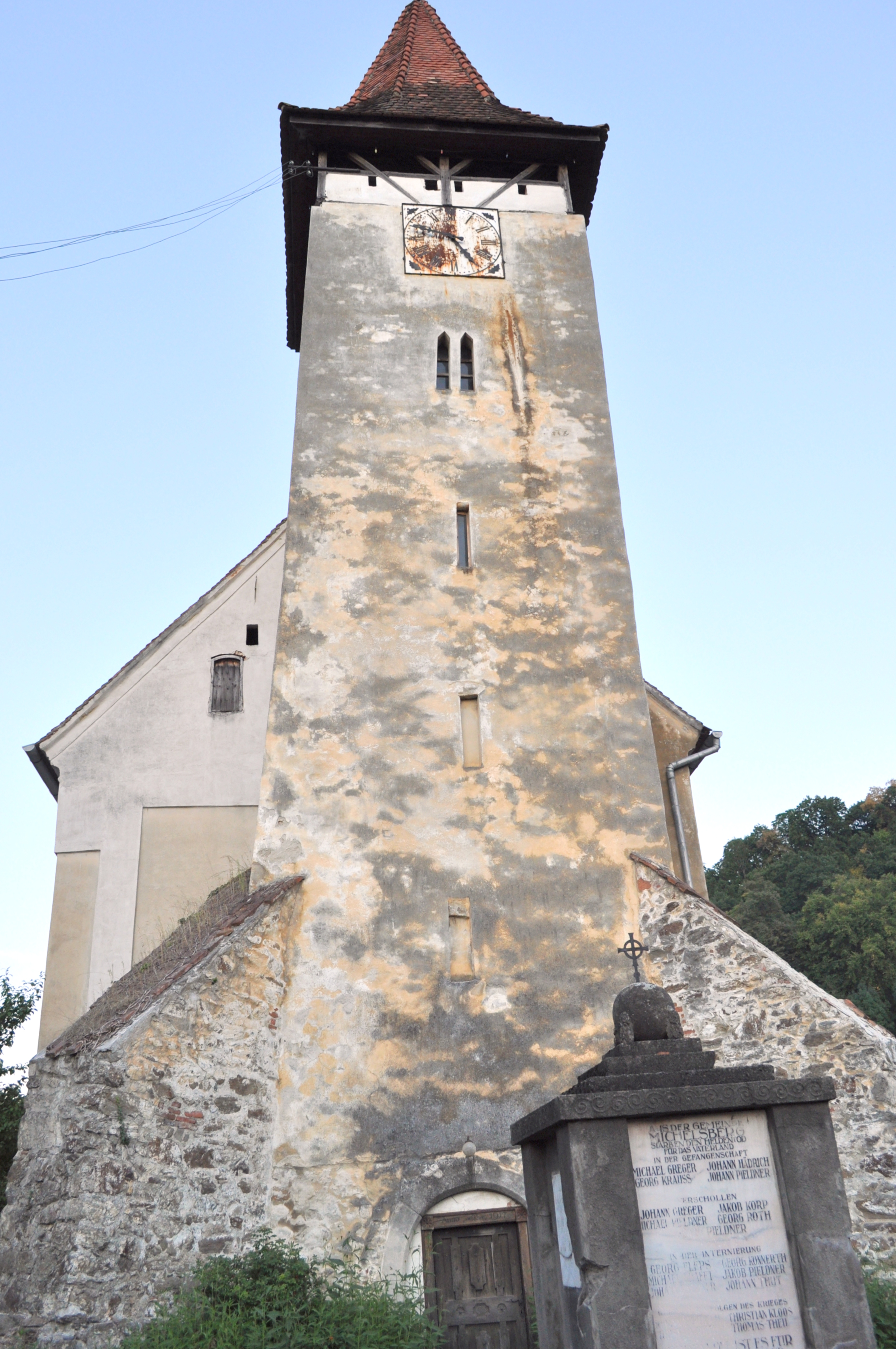
Turnul bisericii

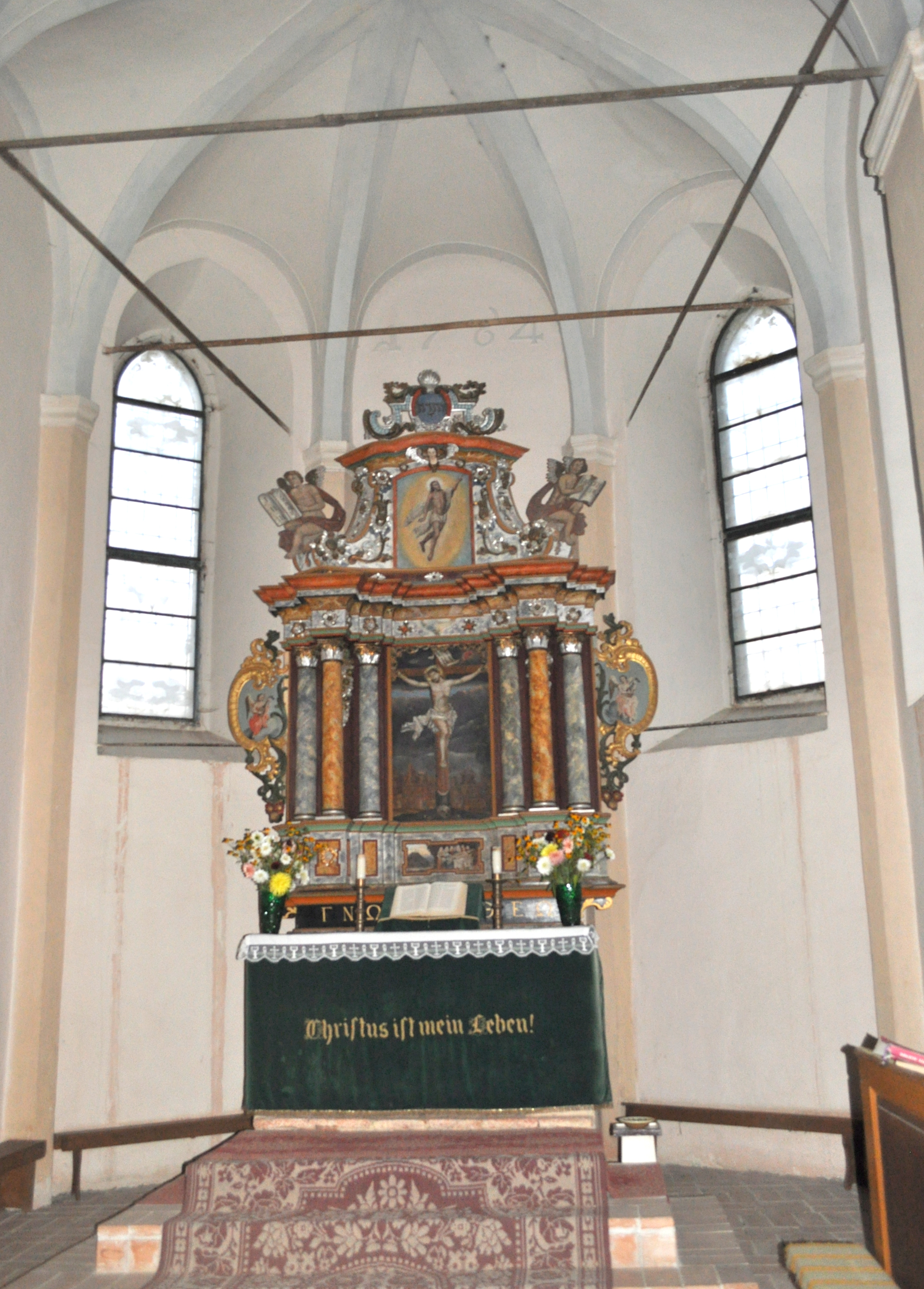
Altarul

Orga

Biserica evanghelică din Cisnădioara, județul Sibiu, a fost construită în 1764. Figurează pe lista monumentelor istorice 2010, cod LMI SB-II-m-B-12360.

## Istoric și trăsături
Este situată în centrul satului, comunicând în sud cu strada principală. În partea de nord a curții se află un monument închinat soldaților căzuți în Primul război mondial și o fântână. Monumentul a fost ridicat pe locul unei foste biserici în stil gotic, din vechea construcție fiind păstrat turnul (latura din vest). Noua biserică evanghelică a fost finalizată în 1764, în stil baroc.
Lăcașul adăpostește cea mai veche orgă cu tuburi funcțională din Transilvania (1723; cea mai veche orgă nefuncțională se află în Biserica Evanghelică din Sibiu). Instrumentul a fost restaurat și modernizat, aprovizionarea cu aer făcându-se printr-un sistem electric de ventilație. Există un singur manual (claviatură pentru mână) și un pedalier ce cuprinde două octave; registrele sunt în număr de douăsprezece: Principal Ma., Mixtur., Superoctav, Flöt Maior, Subbass, Pedalkoppel (ultimele două acționează asupra pedalierului), Octav Principal, Sedecima, Quint, Flöt Minor, Viola, Tremulant. Din anul 1990, organistul bisericii este Remus Henning, responsabil și pentru orga bisericii Cetate din Cisnădie.

## Imagini din exterior

## Imagini din interior
